# Église Saint-Christophe de Cohartille
L'église Saint-Christophe de Cohartille est une église située à Froidmont-Cohartille, en France.

## Description

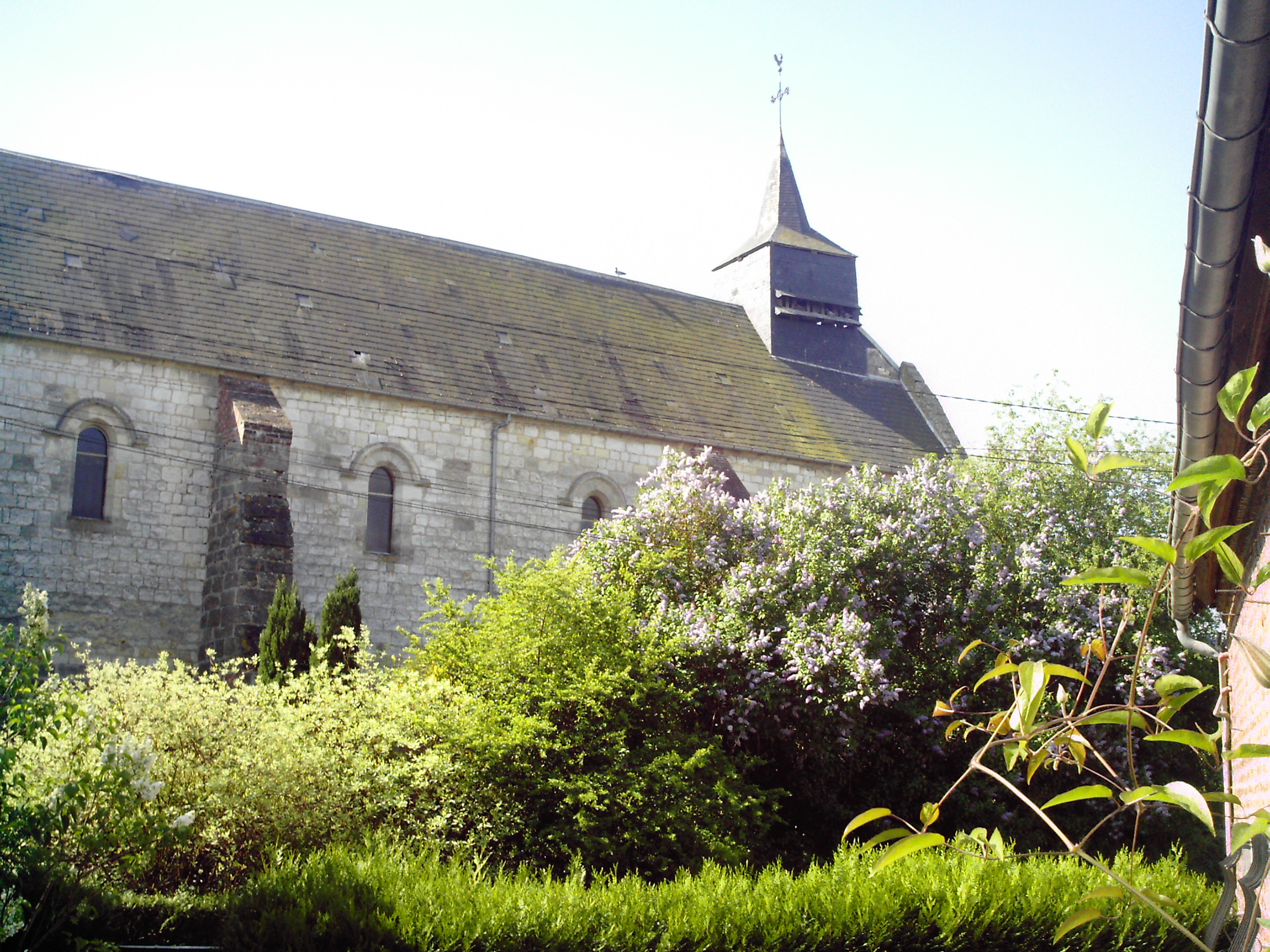

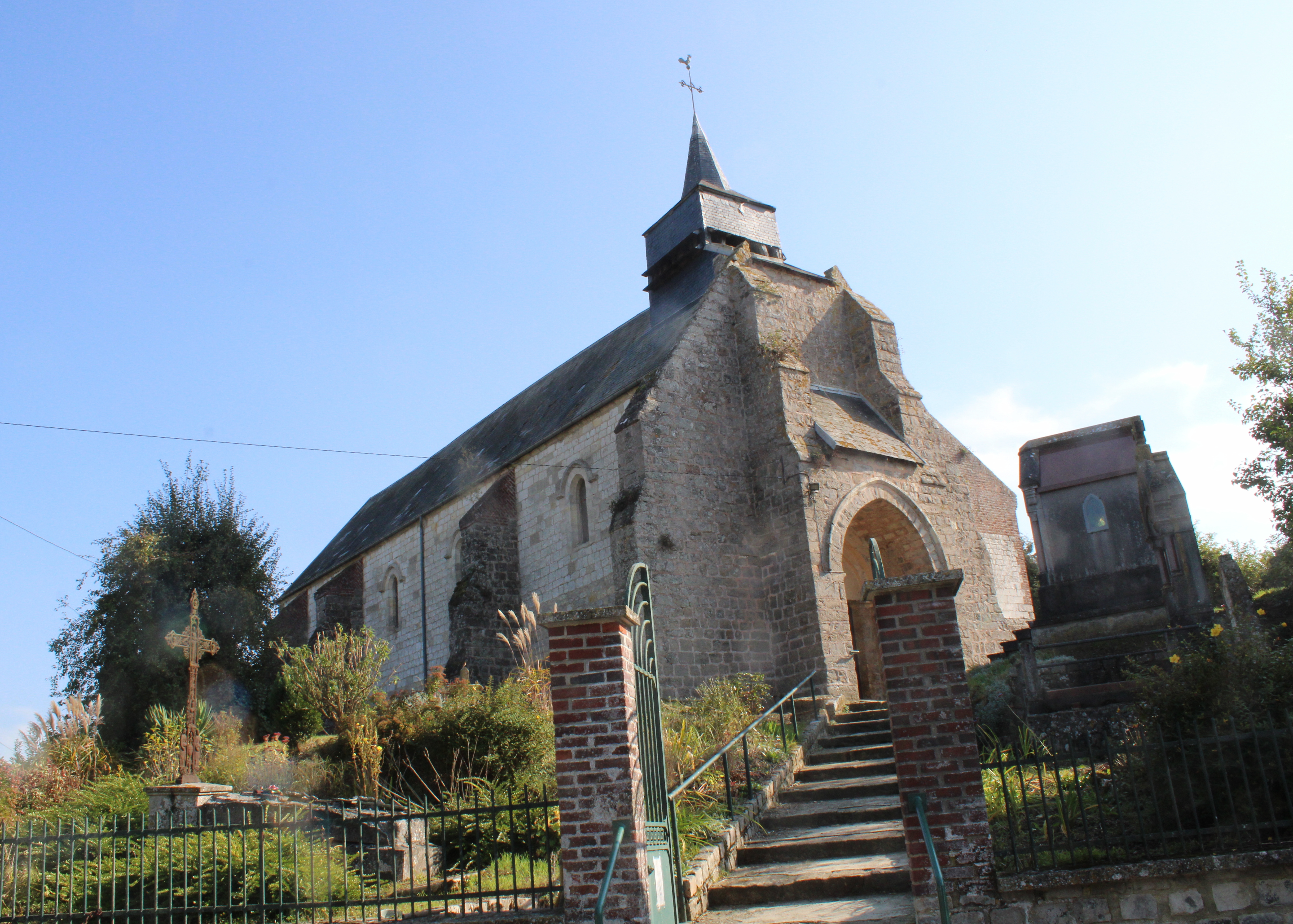
Eglise Saint-Christophe de Cohartille.
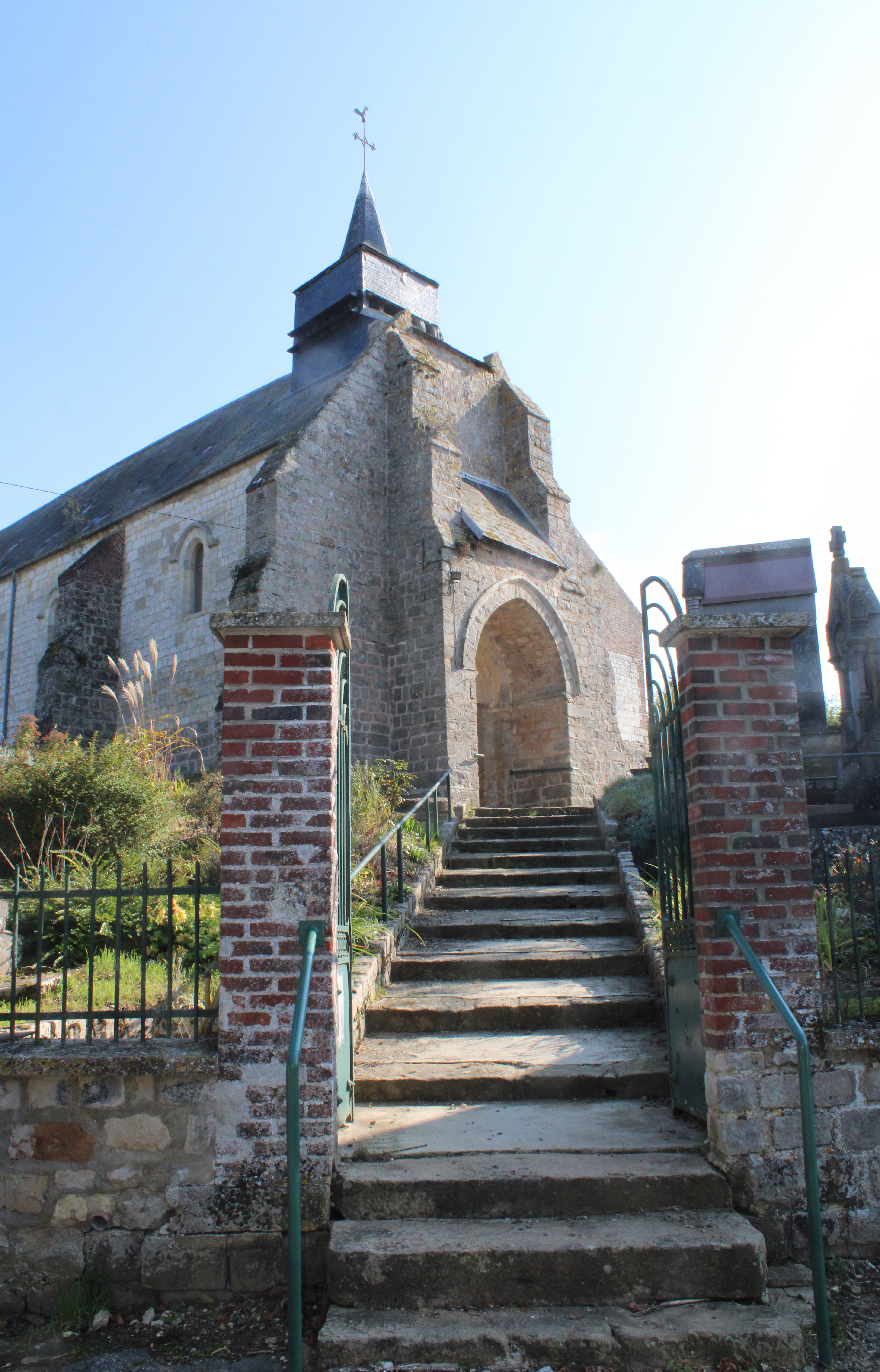
Eglise Saint-Christophe de Cohartille.
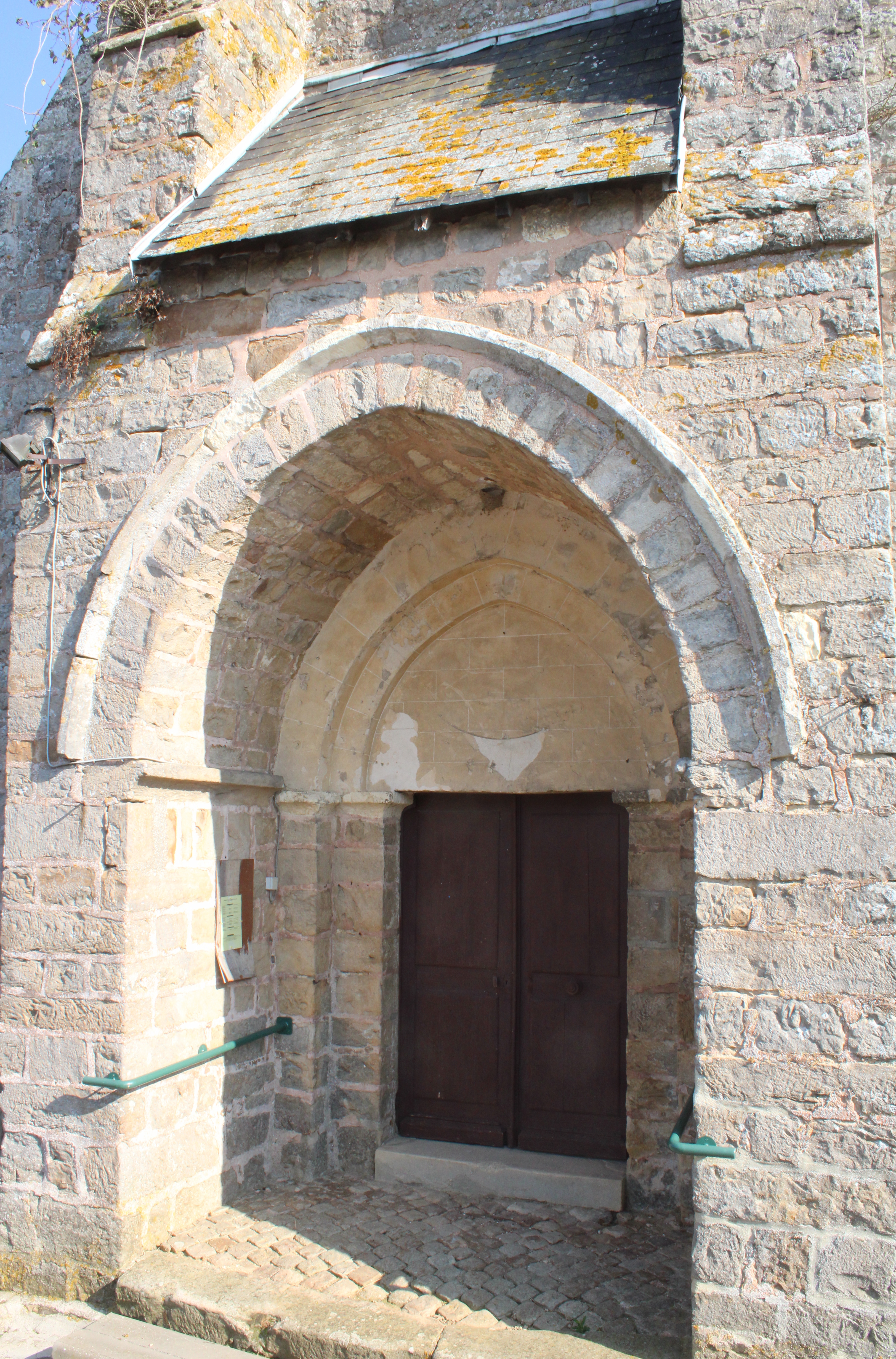
Eglise Saint-Christophe de Cohartille.
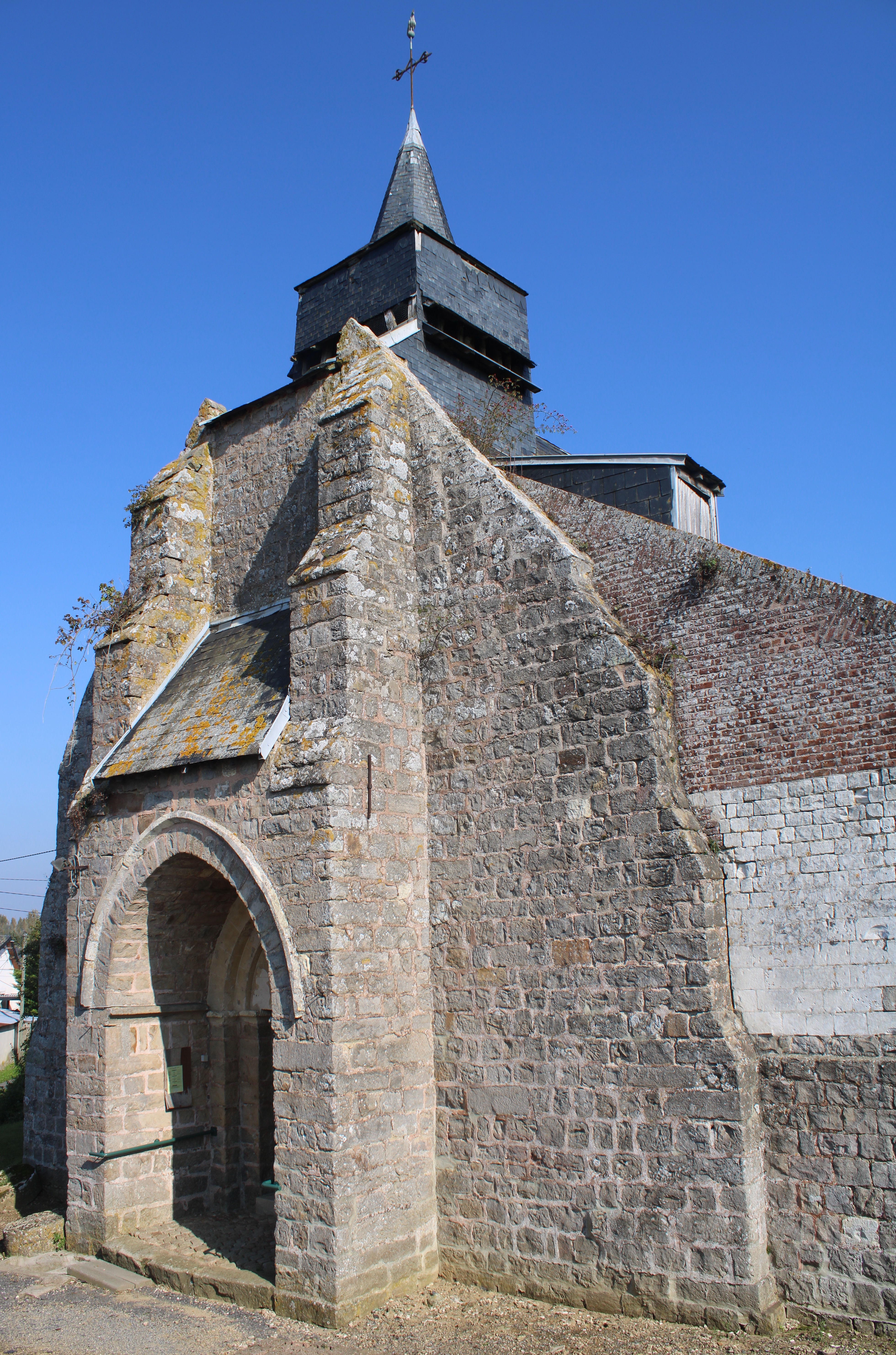
Eglise Saint-Christophe de Cohartille.
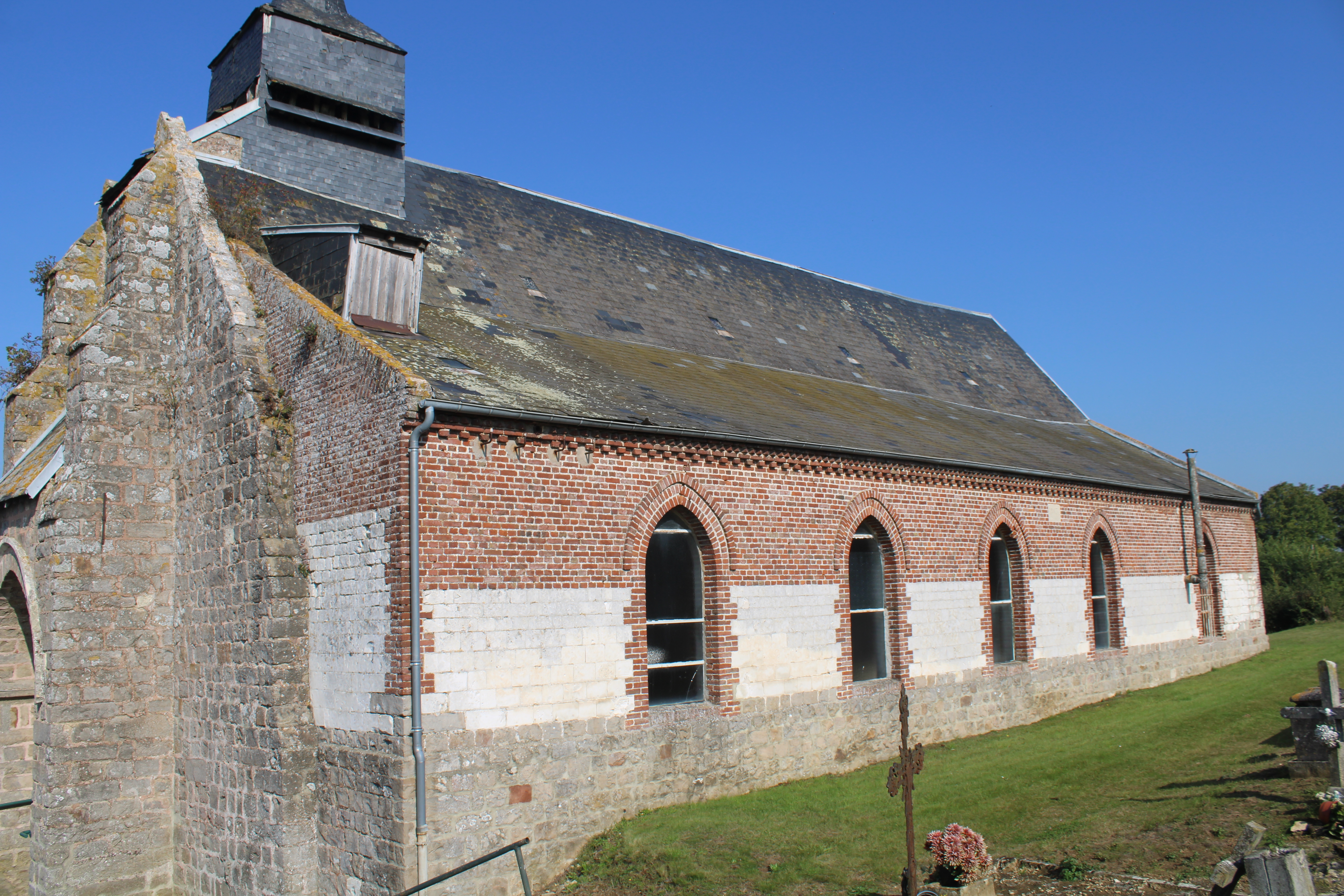
Eglise Saint-Christophe de Cohartille.

## Localisation
L'église est située sur la commune de Froidmont-Cohartille, dans le département de l'Aisne.